# Acronicta aurantior
Acronicta aurantior là một loài bướm đêm trong họ Noctuidae.